# Remember (Disturbed)
Remember è il secondo singolo estratto da Believe, secondo album del gruppo musicale alternative metal statunitense Disturbed. Il cantante David Draiman ha affermato che questa canzone è la sua preferita tra quelle presenti nei primi due loro album.

## Video musicale
Sono stati realizzati due video, uno in cui la band suona il singolo dal vivo, l'altro dove la band suona su un piccolo palco, con degli schermi dietro di loro che mostrano parole e scene inerenti alla canzone.

## Dal vivo

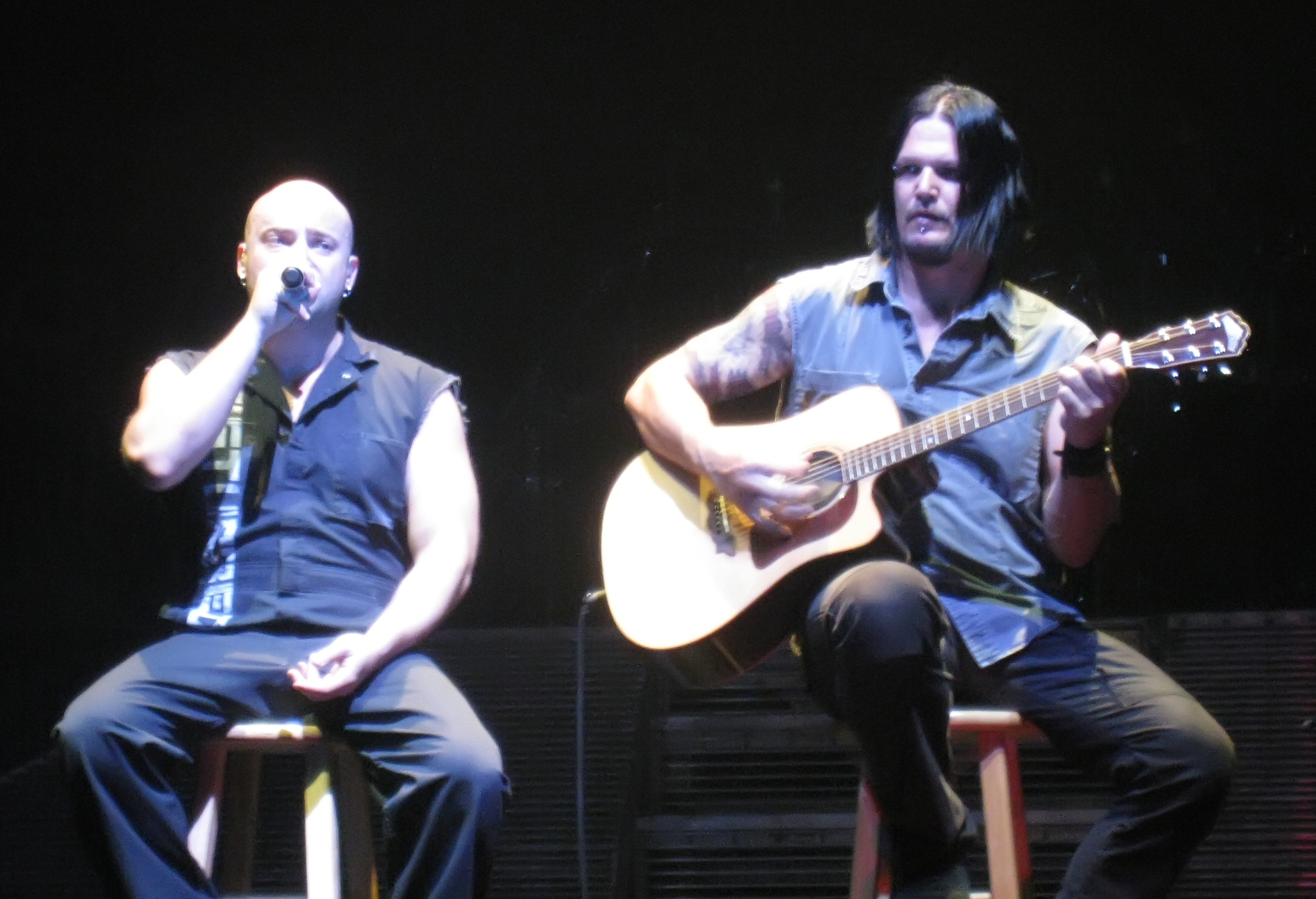
David Draiman e Dan Donegan mentre eseguono la prima parte della canzone Remember in versione acustica.

Durante la quarta edizione del Music as a Weapon tour, nel 2009, questa canzone è stata suonata per la maggior parte con la chitarra acustica assieme alla voce.

## Tracce

### CD 1
1. Remember - 4:07
2. Remember (Live) - 4:22
3. Rise (Live) - 4:10

### CD 2
1. Remember - 4:07
2. Bound (Live) - 3:58
3. Mistress (Live) - 3:51

### Vinile da 7"
1. Remember - 4:07
2. Remember (Live) - 4:22

### Importazione giapponese
1. Remember - 4:10
2. Remember (Live) - 4:24
3. Rise (Live) - 4:09
4. Bound (Live) - 3:53

## Posizione in classifica
| Anno | Classifica             | Posizione |
| ---- | ---------------------- | --------- |
| 2002 | Mainstream Rock Tracks | 6         |
| 2002 | Modern Rock Tracks     | 22        |

## Formazione
- David Draiman - voce
- Dan Donegan - chitarra
- Steve "Fuzz" Kmak - basso
- Mike Wengren - batteria